# Michael Rötgens/Diskografie
Diese Diskografie ist eine Übersicht über die musikalischen Werke des deutschen Liedtexters, Komponisten und Musikproduzenten Michael Rötgens und seines Pseudonyms Mike Rötgens. Den Schallplattenauszeichnungen zufolge hat er bisher mehr als 2,7 Millionen Tonträger verkauft. Seine erfolgreichste Veröffentlichung ist die Produktion Helikopter 117 (Mach’ den Hub Hub Hub) mit über 400.000 verkauften Einheiten. In Deutschland bekam er bislang für 13 Schlager-Singleproduktionen Schallplattenauszeichnungen, so viele wie kein anderer Produzent.

## Autorenbeteiligungen und Produktionen
Michael Rötgens als Autor (A) und Produzent (P) in den Charts

| Jahr | Titel Interpretation                                                             | Höchstplatzierung, Gesamtwochen, AuszeichnungChartplatzierungen (Jahr, Titel, Interpretation, Platzierungen, Wochen, Auszeichnungen, Anmerkungen) | Höchstplatzierung, Gesamtwochen, AuszeichnungChartplatzierungen (Jahr, Titel, Interpretation, Platzierungen, Wochen, Auszeichnungen, Anmerkungen) | Höchstplatzierung, Gesamtwochen, AuszeichnungChartplatzierungen (Jahr, Titel, Interpretation, Platzierungen, Wochen, Auszeichnungen, Anmerkungen) | Anmerkungen |
| Jahr | Titel Interpretation                                                             | DE | AT | CH | Anmerkungen |
| ---- | -------------------------------------------------------------------------------- | --- | --- | --- | --- |
| 1997 | Toni lass es polstern A Toni Polster & Die Fabulösen Thekenschlampen             | — | AT12 (12 Wo.)AT | — | Erstveröffentlichung: 1997                                                                                     |
| 2001 | Geh doch zu Hause du alte Scheiße! P Mickie Krause                               | DE67 (9 Wo.)DE | — | — | Erstveröffentlichung: 2001                                                                                     |
| 2001 | Pack ihn ein (La la la la) A, P Möhre                                            | DE88 (3 Wo.)DE | — | — | Erstveröffentlichung: 20. August 2001                                                                          |
| 2004 | She’s a Lady P Tom Jones vs. Funkstar De Luxe feat. DJ The Wave                  | — | — | CH96 (1 Wo.)CH | Erstveröffentlichung: 19. Juli 2004                                                                            |
| 2005 | Wer bist denn du? A, P Willi Herren                                              | DE91 (1 Wo.)DE | — | — | Erstveröffentlichung: 17. Januar 2005 Original: Mouth & MacNeal – How Do You Do?                               |
| 2005 | Du hast die Haare schön A, P Tim Toupet                                          | DE63 (4 Wo.)DE | — | — | Erstveröffentlichung: 29. Juli 2005                                                                            |
| 2006 | Ladioo (Der Stadionhit) A, P Peter Wackel                                        | DE53 (8 Wo.)DE | — | — | Erstveröffentlichung: 6. Mai 2006                                                                              |
| 2006 | Caipirinha A Sister²                                                             | — | AT69 (2 Wo.)AT | — | Erstveröffentlichung: 9. Juni 2006                                                                             |
| 2007 | Wer hat am letzten Spieltag nichts zu feiern?! A, P Gurkentruppe & Jan-Niklas    | DE83 (4 Wo.)DE | — | — | Erstveröffentlichung: April 2007                                                                               |
| 2007 | Ein Stern (… der über Stuttgart steht) P Schwaben König                          | DE42 (9 Wo.)DE | — | — | Erstveröffentlichung: 23. Mai 2007 Original: Nik P. – Ein Stern (… der deinen Namen trägt)                     |
| 2007 | Das rote Pferd P Markus Becker feat. Mallorca Cowboys                            | DE4 Platin · (58 Wo.)DE | AT11 (34 Wo.)AT | CH35 (13 Wo.)CH | Erstveröffentlichung: 27. Juli 2007 Verkäufe: + 300.000; Original: Edith Piaf – Milord                         |
| 2008 | Ich glaub hier ist doch wieder Alkohol im Spiel P Mickie Krause feat. Chaos Team | DE96 (3 Wo.)DE | — | — | Erstveröffentlichung: 4. Januar 2008                                                                           |
| 2008 | Wir ham St. Anton überlebt A, P Jürgen & Mickie Krause                           | DE83 (4 Wo.)DE | — | — | Erstveröffentlichung: 4. Januar 2008                                                                           |
| 2008 | Deutschland ist der geilste Club der Welt A Jürgen & Libero 5                    | DE58 (4 Wo.)DE | — | — | Erstveröffentlichung: 16. Mai 2008                                                                             |
| 2008 | Lo lo los geht’s! A Almklausi                                                    | DE73 (3 Wo.)DE | — | — | Erstveröffentlichung: 23. Mai 2008                                                                             |
| 2008 | Kleiner Hai A, P Alemuel                                                         | DE25 (16 Wo.)DE | AT21 (14 Wo.)AT | — | Erstveröffentlichung: 30. Mai 2008                                                                             |
| 2008 | Immer wenn ich traurig bin (trink ich einen Korn) A, P Jürgen                    | DE76 (3 Wo.)DE | — | — | Erstveröffentlichung: 1. August 2008 Original: Heinz Erhardt                                                   |
| 2008 | Hörst du die Regenwürmer husten? A Markus Becker                                 | DE23 (13 Wo.)DE | — | — | Erstveröffentlichung: 2. August 2008                                                                           |
| 2008 | Jan Pillemann Otze P Mickie Krause                                               | DE60 Gold · (6 Wo.)DE | — | — | Erstveröffentlichung: 15. August 2008 Verkäufe: + 150.000                                                      |
| 2009 | 1.000 Träume weit (Tornerò) P Anna-Maria Zimmermann                              | DE68 Platin · (7 Wo.)DE | — | — | Erstveröffentlichung: 17. Juli 2009 Verkäufe: + 300.000; Original: I Santo California                          |
| 2009 | Düp düp P Mickie Krause                                                          | DE52 (13 Wo.)DE | — | — | Erstveröffentlichung: 17. Juli 2009                                                                            |
| 2009 | Pretty Belinda – Schlauchboot A Chris Andrews & Tobee                            | DE58 (5 Wo.)DE | AT75 (1 Wo.)AT | — | Erstveröffentlichung: 17. Juli 2009                                                                            |
| 2009 | Ich bau dir ein Schloss P Jürgen Drews                                           | DE10 Platin · (39 Wo.)DE | AT33 (47 Wo.)AT | — | Erstveröffentlichung: 23. Oktober 2009 Verkäufe: + 300.000                                                     |
| 2010 | 10 Meter geh’n P Markus Becker & Almklausi                                       | DE43 (6 Wo.)DE | — | — | Erstveröffentlichung: 8. Januar 2010 Original: Chris Boettcher                                                 |
| 2010 | Pretty Belinda – Skilift A Chris Andrews & Tobee                                 | DE97 (2 Wo.)DE | — | — | Erstveröffentlichung: 8. Januar 2010                                                                           |
| 2010 | Über uns ist nur der Himmel P Jürgen Drews                                       | DE62 (5 Wo.)DE | — | — | Erstveröffentlichung: 20. Juli 2010                                                                            |
| 2010 | Tausendmal du P Tobee                                                            | DE87 (1 Wo.)DE | — | — | Erstveröffentlichung: 14. Mai 2010 Original: Münchener Freiheit                                                |
| 2010 | Alle Kinder lernen lesen P Ina Colada                                            | DE57 (2 Wo.)DE | — | — | Erstveröffentlichung: 23. Juli 2010 Original: Traditional – John Brown’s Body                                  |
| 2010 | Es gibt nur ein Gas – Vollgas! A, P Peter Wackel                                 | DE83 (1 Wo.)DE | — | — | Erstveröffentlichung: 23. Juli 2010                                                                            |
| 2010 | Ich bin solo P Mickie Krause                                                     | DE87 (2 Wo.)DE | — | — | Erstveröffentlichung: 23. Juli 2010 Original: The Sutherland Brothers – Sailing                                |
| 2010 | Kommt aus euren Häusern raus! P Markus Becker & Rick Arena                       | DE58 (2 Wo.)DE | — | — | Erstveröffentlichung: 23. Juli 2010 Original: Karel Svoboda – Das Grillenlied                                  |
| 2010 | Schatzi, schenk mir ein Foto! P Mickie Krause                                    | DE27 Platin · (45 Wo.)DE | AT38 (8 Wo.)AT | CH70 (1 Wo.)CH | Erstveröffentlichung: 19. November 2010 Verkäufe: + 300.000 Original: Gebroeders Ko – Schatje, mag ik je foto? |
| 2011 | 100.000 leuchtende Sterne P Anna-Maria Zimmermann                                | DE60 (1 Wo.)DE | — | — | Erstveröffentlichung: 10. Juni 2011                                                                            |
| 2011 | Pures Gold A, P Norman Langen                                                    | DE62 (5 Wo.)DE | — | — | Erstveröffentlichung: 1. Juli 2011                                                                             |
| 2011 | Dos cervezas por favor P Ina Colada                                              | DE59 (1 Wo.)DE | — | — | Erstveröffentlichung: 15. Juli 2011 Original: Tom Waes – Dos cervezas                                          |
| 2011 | Wenn die Wunderkerzen brennen P Jürgen Drews                                     | DE21 (12 Wo.)DE | — | — | Erstveröffentlichung: 9. September 2011                                                                        |
| 2012 | Für einen Tag P Jürgen Drews                                                     | DE62 (1 Wo.)DE | — | — | Erstveröffentlichung: 15. Juni 2012                                                                            |
| 2012 | Freundschaftsring P Anna-Maria Zimmermann & Olaf Henning                         | DE73 (1 Wo.)DE | — | — | Erstveröffentlichung: 20. Juli 2012                                                                            |
| 2012 | Nur noch Schuhe an! P Mickie Krause                                              | DE32 Gold · (10 Wo.)DE | — | — | Erstveröffentlichung: 20. Juli 2012 Verkäufe: + 150.000 Original: Gebroeders Ko – Alleen maar schoenen aan     |
| 2012 | Unf***ingfassbar! A, P Der Checker                                               | DE84 (1 Wo.)DE | — | — | Erstveröffentlichung: 20. Juli 2012                                                                            |
| 2012 | Sieben Tränen muss ein Mädchen weinen P Ina Colada                               | DE81 (1 Wo.)DE | — | — | Erstveröffentlichung: 20. Juli 2012 Original: Goombay Dance Band – Seven Tears                                 |
| 2013 | Scheiß drauf! Mallorca ist nur einmal im Jahr P Peter Wackel                     | DE39 Gold · (23 Wo.)DE | — | — | Erstveröffentlichung: 28. Juni 2013 Verkäufe: + 150.000                                                        |
| 2013 | Kornblumen P Jürgen Drews                                                        | DE15 (4 Wo.)DE | — | — | Erstveröffentlichung: 16. August 2013                                                                          |
| 2014 | Und wir waren wie Vampire A, P Jürgen Drews                                      | DE48 (1 Wo.)DE | — | — | Erstveröffentlichung: 21. Februar 2014                                                                         |
| 2014 | Geh mal Bier hol’n (GmBh) P Mickie Krause                                        | DE44 Gold · (13 Wo.)DE | — | — | Erstveröffentlichung: 13. Juni 2014 Verkäufe: + 150.000                                                        |
| 2014 | Nur noch einmal schlafen P Anna-Maria Zimmermann                                 | DE77 (1 Wo.)DE | — | — | Erstveröffentlichung: 25. Juli 2014                                                                            |
| 2015 | Jetzt ist der Teufel los A Tobee                                                 | DE7 (1 Wo.)DE | — | — | Erstveröffentlichung: 23. Januar 2015                                                                          |
| 2016 | Das ist der Moment P Jürgen Drews                                                | DE73 (1 Wo.)DE | — | — | Erstveröffentlichung: 29. April 2016                                                                           |
| 2017 | Helikopter 117 (Mach’ den Hub Hub Hub) P Tobee                                   | DE81 Platin · (2 Wo.)DE | — | — | Erstveröffentlichung: 8. Dezember 2017 Verkäufe: + 400.000 Original: Medimeister Mainz – Medicopter Mainz17    |
| 2018 | Mama Laudaaa A, P Almklausi & Specktakel                                         | DE97 Gold · (1 Wo.)DE | — | — | Erstveröffentlichung: 7. Februar 2018 Verkäufe: + 200.000                                                      |
| 2022 | Olivia A, P Die Zipfelbuben feat. DJ Cashi                                       | DE2 Gold · (19 Wo.)DE | AT5 (13 Wo.)AT | CH21 (9 Wo.)CH | Erstveröffentlichung: 24. Juni 2022 Verkäufe: + 200.000                                                        |

## Sonderveröffentlichungen
| Jahr | Titel Interpretation                                                    | Anmerkungen                              |
| ---- | ----------------------------------------------------------------------- | ---------------------------------------- |
| 2001 | Einfach Genial! Looping                                                 | Erstveröffentlichung: 2001               |
| 2001 | Your Disco Needs You Kylie Minogue                                      | Erstveröffentlichung: 5. Februar 2001    |
| 2002 | Tonight & Forever B3                                                    | Erstveröffentlichung: 11. November 2002  |
| 2003 | I Want Your Love Blue Box feat. Lilly                                   | Erstveröffentlichung: 2003               |
| 2003 | So wie wir sehen Sieger aus Jürgen                                      | Erstveröffentlichung: 4. August 2003     |
| 2003 | Luftballon Frans Bauer                                                  | Erstveröffentlichung: September 2003     |
| 2003 | Sunday Morning Vanessa St. James & Lou Reed                             | Erstveröffentlichung: 24. November 2003  |
| 2004 | Tribal Dance 2.4 2 Unlimited                                            | Erstveröffentlichung: 15. März 2004      |
| 2005 | From Paris to Berlin Infernal                                           | Erstveröffentlichung: 11. April 2005     |
| 2006 | Left Right & Centre Lord Large feat. Dean Parrish                       | Erstveröffentlichung: 7. August 2006     |
| 2010 | Schenk mir dein Herz Höhner                                             | Erstveröffentlichung: 23. Juli 2010      |
| 2012 | Oida taunz! (German Version) Trackshittaz                               | Erstveröffentlichung: 6. Januar 2012     |
| 2012 | Das rote Kleid Diana Sorbello                                           | Erstveröffentlichung: 22. März 2012      |
| 2012 | Leben Anna-Maria Zimmermann                                             | Erstveröffentlichung: 22. März 2012      |
| 2013 | Thüringer Klöße Fritz                                                   | Erstveröffentlichung: 15. März 2013      |
| 2013 | Bleiben wie du bist Jan Smit                                            | Erstveröffentlichung: 27. März 2013      |
| 2013 | Die Liebe ist ein Niemandsland? Franziska                               | Erstveröffentlichung: 28. Juni 2013      |
| 2013 | Party auf dem Mond Die Cappuccinos                                      | Erstveröffentlichung: 28. Juni 2013      |
| 2013 | Wie geil ist das denn? Die Cappuccinos                                  | Erstveröffentlichung: 28. Juni 2013      |
| 2015 | Au revoir, Cherie Norman Langen                                         | Erstveröffentlichung: 4. September 2015  |
| 2015 | Dieser Sommer Alexander Klaws                                           | Erstveröffentlichung: 4. September 2015  |
| 2016 | Wollen Wir Uns Christin Stark                                           | Erstveröffentlichung: 10. Juni 2016      |
| 2017 | Ich weiß, dass ich nichts weiß Vicky Leandros                           | Erstveröffentlichung: 6. Januar 2017     |
| 2017 | Herzlos Sandro                                                          | Erstveröffentlichung: 24. März 2017      |
| 2017 | Sag einfach ja Sandro                                                   | Erstveröffentlichung: 24. März 2017      |
| 2017 | Bonnie & Clyde Fantasy                                                  | Erstveröffentlichung: 7. April 2017      |
| 2017 | Die Gummibärendbande Ina Colada feat. Tom Juno                          | Erstveröffentlichung: 23. Juni 2017      |
| 2018 | 1.000 Sterne Linda Lehmann feat. Veronica Ferres                        | Erstveröffentlichung: 5. Januar 2018     |
| 2018 | Blinder Passagier Fantasy                                               | Erstveröffentlichung: 9. März 2018       |
| 2018 | Wenn du mir in die Augen schaust Fantasy                                | Erstveröffentlichung: 9. März 2018       |
| 2018 | Liebe kann so weh tun Eloy de Jong & Marianne Rosenberg                 | Erstveröffentlichung: 5. Oktober 2018    |
| 2019 | Sieben Sünden DJ Ötzi                                                   | Erstveröffentlichung: 4. Januar 2019     |
| 2019 | Du hast mich einmal zu oft angesehen Bernhard Brink feat. Sonia Liebing | Erstveröffentlichung: 30. August 2019    |
| 2019 | Mona Lisa Fantasy                                                       | Erstveröffentlichung: 13. Dezember 2019  |
| 2020 | Sünderlein Brings                                                       | Erstveröffentlichung: 13. März 2020      |
| 2020 | Eine Nacht Ramon Roselly                                                | Erstveröffentlichung: 3. April 2020      |
| 2020 | A Jeder voXXclub                                                        | Erstveröffentlichung: 15. Mai 2020       |
| 2021 | DorfDäpp Micha von der Rampe                                            | Erstveröffentlichung: 3. September 2021  |
| 2022 | Wenn Gott so will DJ Ötzi                                               | Erstveröffentlichung: 15. Juli 2022      |
| 2022 | Der hellste Stern (Böhmischer Traum) DJ Ötzi                            | Erstveröffentlichung: 16. September 2022 |
| 2022 | Der Zug hat keine Bremse Lorenz Büffel, Malle Anja & Mia Julia          | Erstveröffentlichung: 9. Dezember 2022   |
| 2023 | Ex von mir Tim Peters                                                   | Erstveröffentlichung: 17. April 2023     |

## Statistik

### Chartauswertung
|                       | DE     | AT    | CH    |
| --------------------- | ------ | ----- | ----- |
| Nummer-eins-Singles   | DE—DE  | AT—AT | CH—CH |
| Top-10-Singles        | DE2DE  | AT1AT | CH—CH |
| Singles in den Charts | DE20DE | AT5AT | CH1CH |

|                       | DE     | AT    | CH    |
| --------------------- | ------ | ----- | ----- |
| Nummer-eins-Singles   | DE—DE  | AT—AT | CH—CH |
| Top-10-Singles        | DE3DE  | AT1AT | CH—CH |
| Singles in den Charts | DE42DE | AT5AT | CH4CH |

### Auszeichnungen für Musikverkäufe
| Goldene Schallplatte - Deutschland - 2021: für die Produktion Biste braun, kriegste Fraun (Mickie Krause) - 2022: für die Autorenbeteiligung und Produktion Eine Woche wach (Mickie Krause) |

Anmerkung: Auszeichnungen in Ländern aus den Charttabellen bzw. Chartboxen sind in ebendiesen zu finden.
| Land/RegionAuszeichnungen für Musikverkäufe (Land/Region, Auszeichnungen, Verkäufe, Quellen) | Gold     | Platin     | Verkäufe  | Quellen           |
| -------------------------------------------------------------------------------------------- | -------- | ---------- | --------- | ----------------- |
| Deutschland (BVMI)                                                                           | 8× Gold8 | 5× Platin5 | 3.000.000 | musikindustrie.de |
| Insgesamt                                                                                    | 8× Gold8 | 5× Platin5 |           |                   |